# Paleis voor Volksvlijt

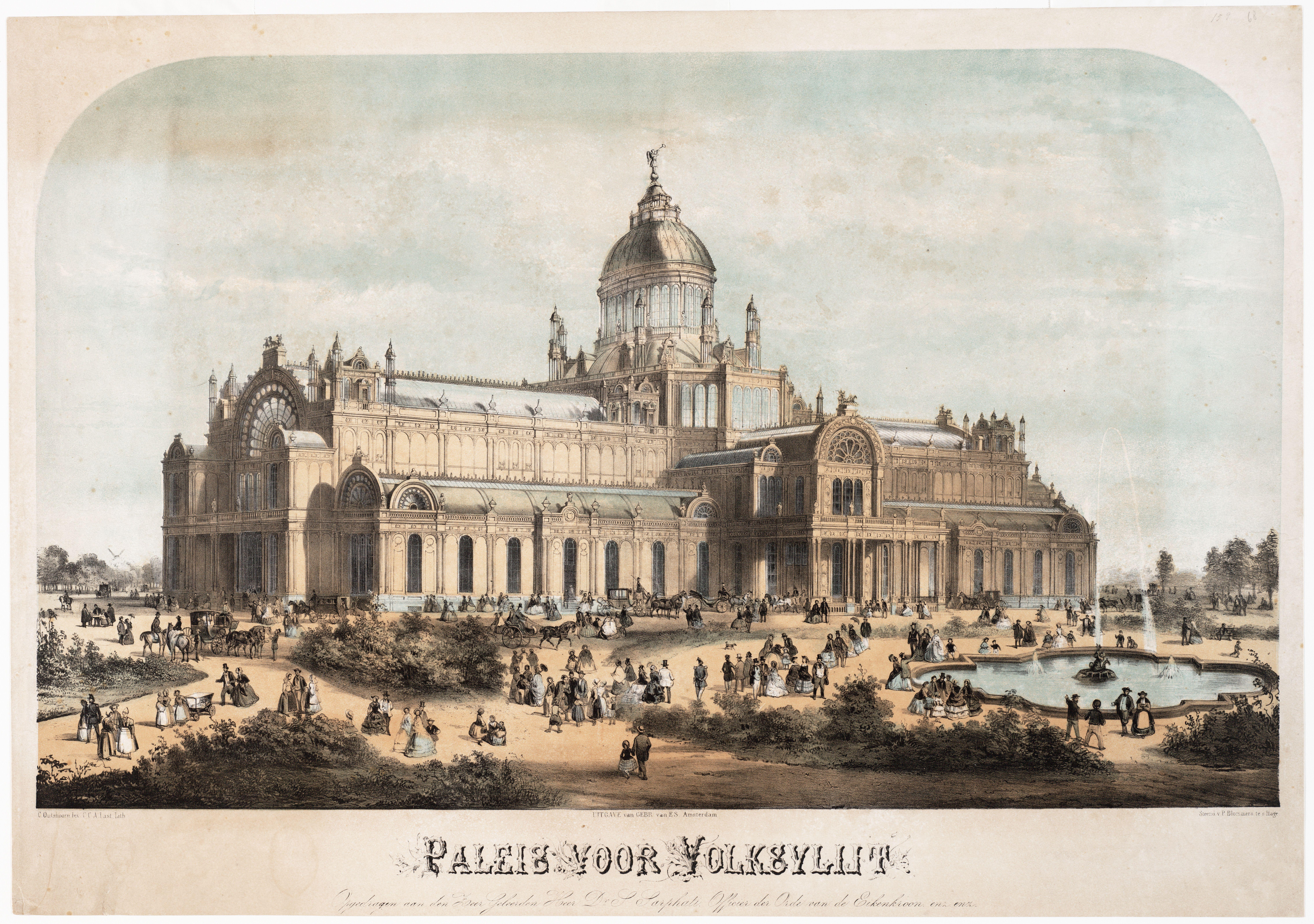
Het Paleis voor Volksvlijt kort voor de voltooiing.

Het Paleis voor Volksvlijt was een groot glazen tentoonstellingsgebouw aan het Frederiksplein in Amsterdam. Het werd gerealiseerd door de Vereeniging voor Volksvlijt tussen 1859 en 1864. In april 1929 werd het door brand verwoest. Het stond net voor de plaats waar sinds 1968 het pand van De Nederlandsche Bank staat. 

## Geschiedenis
Het paleis werd ontworpen door architect Cornelis Outshoorn en was geïnspireerd op het Crystal Palace in Londen, gebouwd voor de Great Exhibition van 1851. Belangrijke drijvende kracht achter de realisatie was de Amsterdamse arts Samuel Sarphati. De Nederlandse achterstand op industrieel gebied bleek hem bij bezoek aan de Great Exhibition. De mede door hem in 1852 opgerichte Vereeniging voor Volksvlijt wilde de bevordering van de vaderlandse nijverheid, onder meer door middel van tentoonstellingen. Vervolgens rees het plan voor een permanent tentoonstellingsgebouw in Amsterdam. In 1853 diende Sarphati daartoe een verzoekschrift in. Het Paleis voor Volksvlijt zou deel uitmaken van een omvangrijk uitbreidingsplan, waarin ook de Amsteloever en het gebied van de huidige wijk De Pijp waren opgenomen. In 1855 stemde de Amsterdamse gemeenteraad met het plan in.
De vereniging schreef in 1856 een prijsvraag uit, maar geen van de ingezonden ontwerpen werd bekroond. Daarna werd Outshoorn benaderd. De bouw van zijn ontwerp begon op 7 september 1859 met het slaan van de eerste paal, in het bijzijn van koning Willem III. Op 16 augustus 1864 werd het gebouw geopend. Het was gemaakt van glas en gietijzer, had een koepel van 64 meter hoogte en werd verlicht door zesduizend gaslampen, destijds een nieuwe uitvinding. Vanaf 1865 waren er wekelijks concerten door het Paleisorkest met als dirigent Joh. M. Coenen, na 1891 Richard Hol. 
Al snel bleek dat exploitatie als tentoonstellingsgebouw niet haalbaar was. Het Paleis voor Volksvlijt werd meer en meer een vermaakscentrum. Ook werd een deel van de tuin van het gebouw tussen Oosteinde en Westeinde verkocht. In 1881-1883 werd hier een door A.L. van Gendt ontworpen galerij gebouwd die aansloot aan het hoofdgebouw, en waarin luxe winkels werden gehuisvest.
Tijdens het directeurschap van J.G. de Groot werden in het Paleis ook opera's opgevoerd door diens Nederlandsche Opera-Vereeniging. Het succes was zo gering dat deze onderneming in 1895 failliet ging. Ook het paleisorkest en de functie van paleisorganist werden in dat jaar wegbezuinigd. Daarna verloor het Paleis voor Volksvlijt steeds meer zijn positie van culturele publiekstrekker.

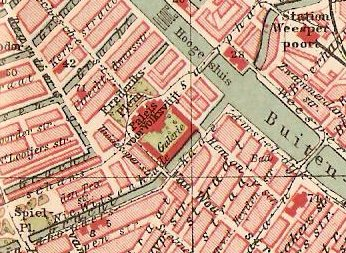
Het Paleis voor Volksvlijt was gesitueerd op de as van de Sarphatistraat op het Frederiksplein.
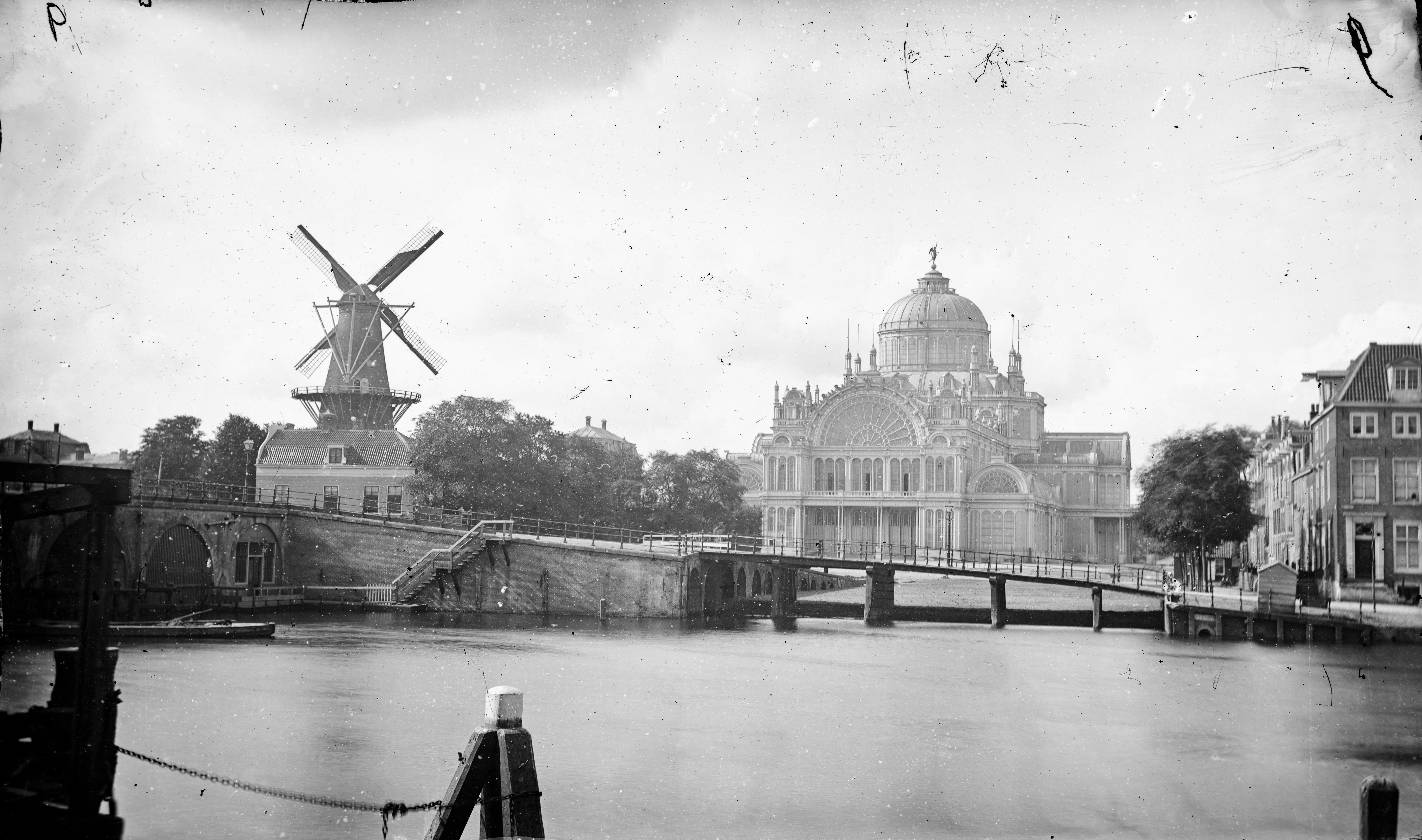
Paleis voor Volksvlijt in de beginjaren, met windmolen.
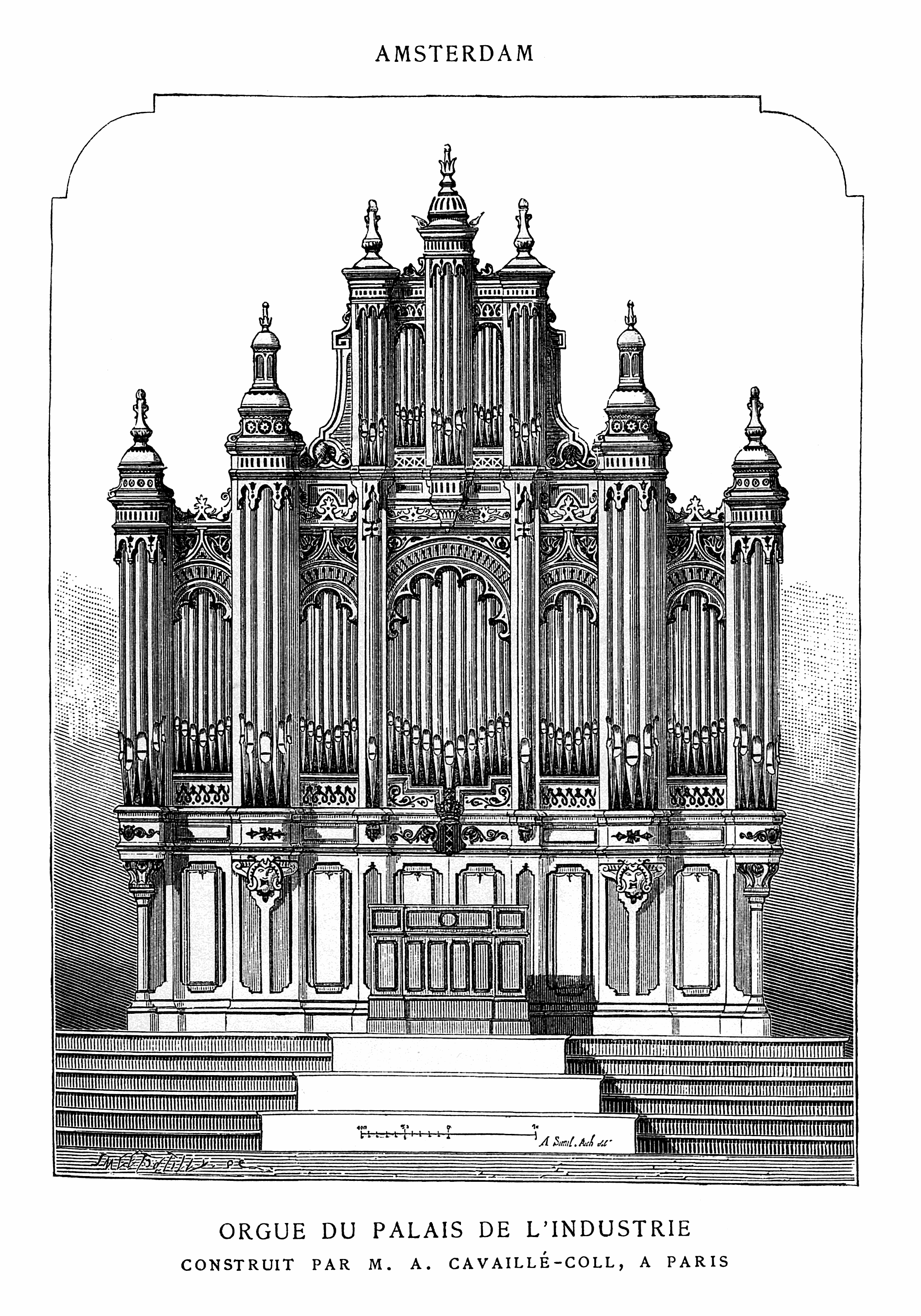
Het Cavaillé-Coll-orgel uit 1875 van het Paleis voor Volksvlijt, sinds 1922 het orgel van de Philharmonie Haarlem.
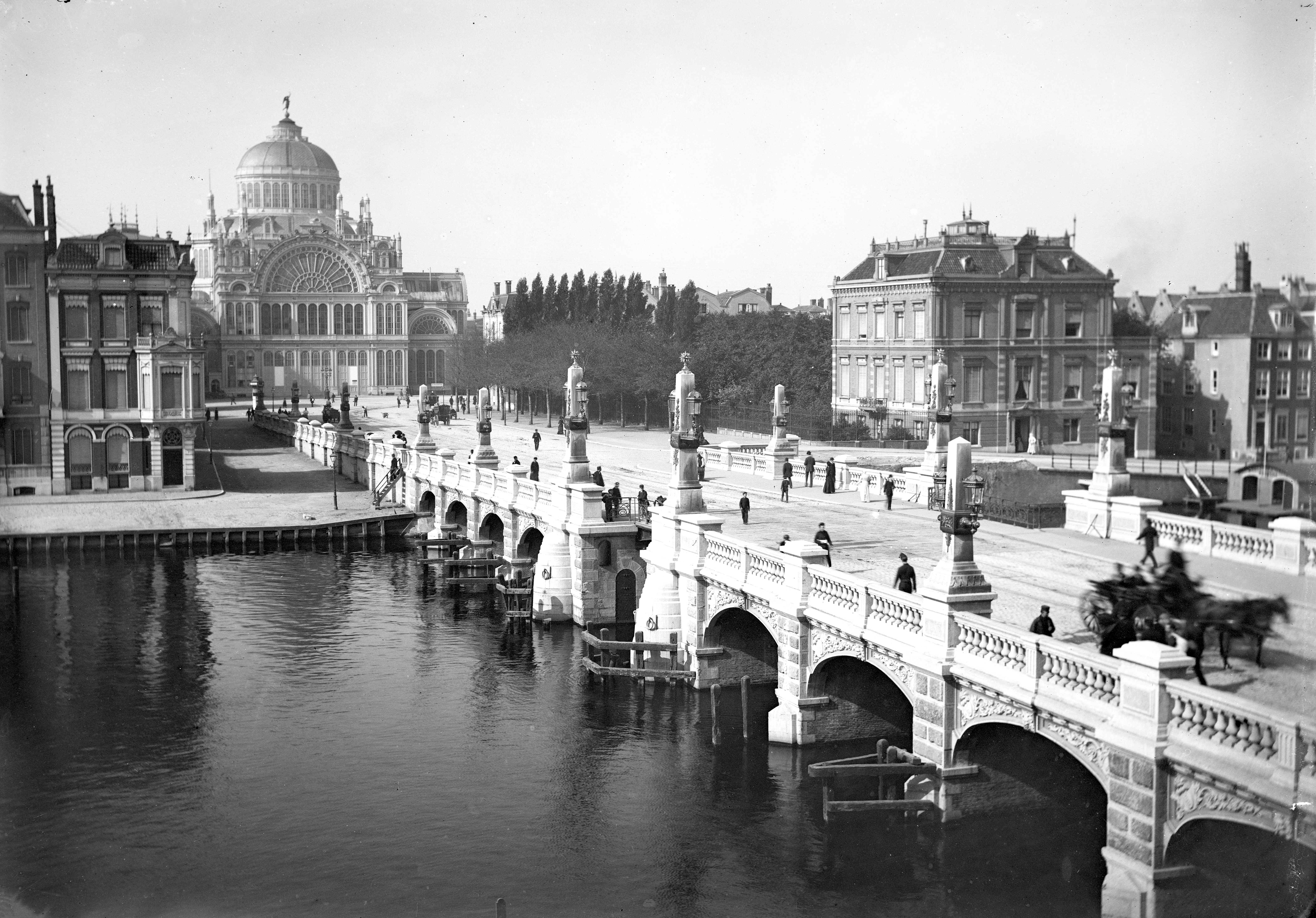
Vanuit het Amstel Hotel stadsgezicht op de Amstel met Hogesluis en het Paleis voor Volksvlijt; circa 1890.
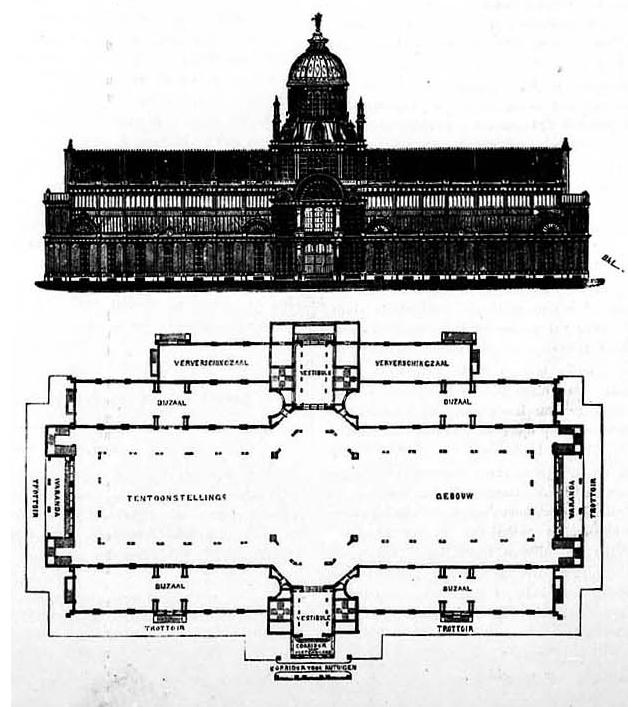
Paleis voor Volksvlijt, gevel en plattegrond.
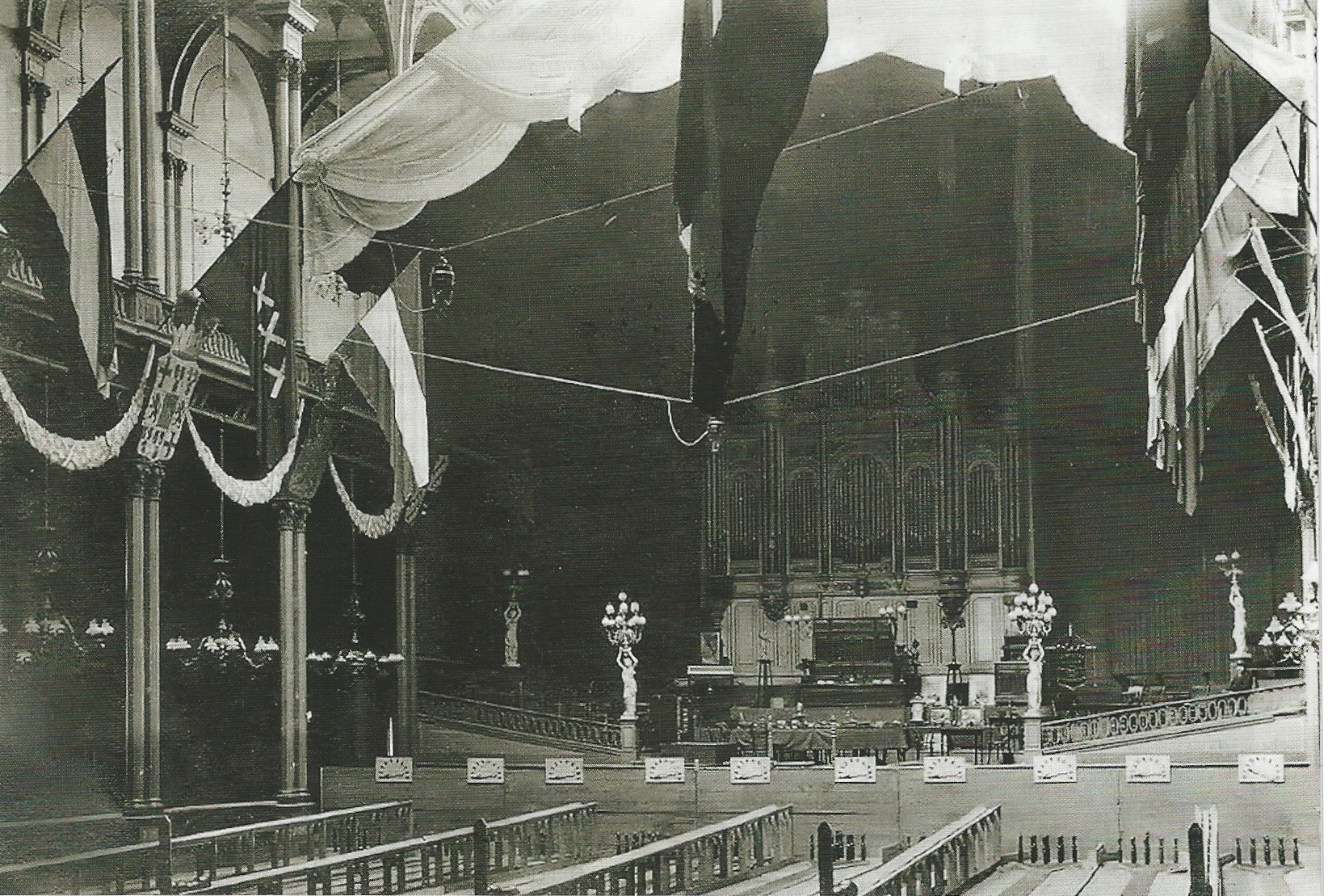
Interieur met orgel en kegelbanen, 1901

## Het Cavaillé-Coll-orgel
De beroemde Franse orgelbouwer Aristide Cavaillé-Coll plaatste in 1875 een groot concertorgel met 47 registers, drie manualen en een vrij pedaal. Het werd ingewijd met een concert door Alexandre Guilmant op 26 oktober 1875. Voor de wekelijkse bespelingen werd een 'Vereeniging tot Bevordering van de Orgelmuziek' opgericht, die op 23 maart 1876 een Nationaal Orgelconcours organiseerde. Nadat Jos. A. Verheijen het orgel in de eerste periode had bespeeld, was vanaf 1879 de Belg Jean-Baptiste Charles de Pauw de vaste paleisorganist. Het orgel is ook bespeeld door vooraanstaande gastorganisten als Alphonse Mailly in 1876, Camille Saint-Saëns in 1876 en 1897, Charles-Marie Widor in 1886 en Louis Vierne in 1895.
Door de komst van het Maarschalkerweerd-orgel van het Concertgebouw in 1891 werd het Cavaillé-Coll-orgel overtroefd. De Grote Zaal van het Concertgebouw nam de concerten over en er was weinig emplooi meer voor het orgel in het Paleis voor Volksvlijt, zodat in 1895 de functie van paleisorganist werd opgeheven. Het verwaarloosde instrument, dat begin 20e eeuw een rij kegelbanen tegenover zich had, werd in 1915 gered door de Haarlemse organist Louis Robert. Op zijn initiatief werd het aangekocht door de gemeente Haarlem, gesponsord door de vermogende zakenlieden en kunstliefhebbers Adriaan Stoop en Julius Carl Bunge. Het werd in 1922 overgebracht naar het Haarlemse Concertgebouw (sinds 2005 de Philharmonie Haarlem genaamd), waar het na restauratie twee jaar later door George Robert in gebruik werd genomen. Het functioneert nog steeds en werd in 2003-2006 grondig gerestaureerd.

## De Galerij

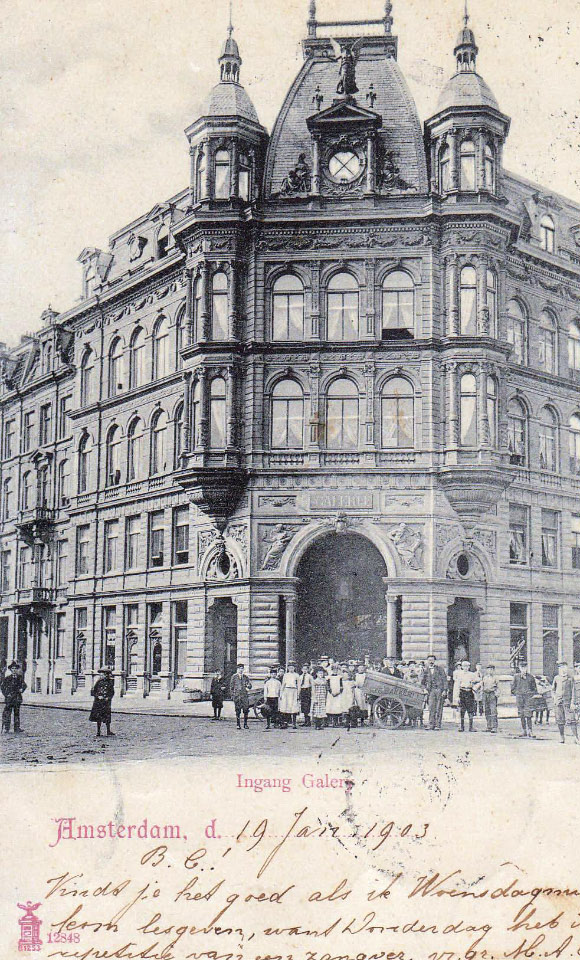
Ingang van de Galerij van het Paleis voor Volksvlijt links van het paleis (Oosteinde). Aan de andere kant (Westeinde) was een identiek toegangsgebouw.

Mede door de tegenvallende financiële opbrengsten van het Paleis voor Volksvlijt verkocht de gemeente in 1881 een deel van de tuin achter het paleis aan de Amsterdamsche Galerij Maatschappij, met het doel om daar een winkelgalerij te laten bouwen. De gemeente ving daarmee netto bijna vijf en een halve ton, waarmee de schuldenlast van het nogal onrendabele paleis voorlopig was weggewerkt. Op 26 mei 1883 vond de opening plaats van de nieuwe galerij, ontworpen door A.L. Van Gendt die ook medeverantwoordelijk was voor het ontwerp van de winkelgalerij in de Raadhuisstraat. Twee statige toegangsgebouwen, één aan het Westeinde en één aan het Oosteinde, vormden de ingang tot een overdekte wandelgang van in totaal 320 meter lengte met 50 'keurige' winkels. De wandelgangen hadden kostbare mozaïekvloeren, rijkversierde plafonds, en werden begrensd door fraaie gietijzeren hekken. Omdat de galerij bewust als een deftige winkelgalerij werd neergezet, hoopte men daarmee het aanzien van het Paleis voor Volksvlijt te verbeteren, en daarmee ook de inkomsten te vergroten.
De galerij had het in het begin moeilijk om klandizie aan te trekken, mede doordat zowel het paleis als de galerij toen aan de rand van de stad lagen. De winkeliers moesten het vooral hebben van concert- en evenementbezoekers in het weekend. Doordeweeks viel er weinig te verdienen. Toen er door stadsuitbreiding meer bebouwing rond het paleis ontstond, ging ook de klandizie omhoog. Maar met het verdwijnen van het paleis in 1929, viel de toeloop naar de galerij steeds meer weg. De gemeente Amsterdam nam acht maanden na de brand de winkelgalerij van de Maatschappij over voor een bedrag van ruim 1,3 miljoen gulden.
In de galerij bevonden zich winkels met daarboven entresolwoningen voor de winkeleigenaren met hun gezin, en een zaaltje dat na de oorlog werd gehuurd door onder meer de vereniging Wie Eegie Sanie. Na de oorlog was onder andere Circus Elleboog in de galerij gevestigd. De woningen boven de galerij werden later bewoond door kunstenaars en schrijvers, onder wie G.K. van het Reve op nummer 14 van 1949 tot 1959. Een paar winkels bleven op hun plek, maar steeds meer eigenaren kozen eieren voor hun geld. Leegstaande winkels werden na de oorlog door de gemeente gebruikt om er de Dienst Sociale Zaken in te vestigen. Verder bood de galerij onderdak aan culturele stichtingen en kleine tentoonstellingen.
Toen de galerij verder in verval raakte, ontstonden plannen voor nieuwbouw. De gemeente had in 1937 al een prijsvraag uitgeschreven voor het ontwerp van een nieuw stadhuis op de plaats van het vroegere paleis. Maar de Tweede Wereldoorlog kwam tussenbeide en in 1949 werden deze plannen verlaten. Hierna had de gemeente een operagebouw op deze plek in gedachten. De galerij en de statige toegangsgebouwen aan het Westeinde en Oosteinde hadden de brand van 1929 goed doorstaan en waren ongeschonden uit de Tweede Wereldoorlog gekomen. Toch werd alles in 1961 gesloopt om plaats te maken voor het nieuwe hoofdkantoor van De Nederlandsche Bank, in ruil voor een culturele bestemming van haar oude hoofdkantoor aan de Oude Turfmarkt (sinds 1976 museum Allard Pierson).    .

## De brand
Het Paleis voor Volksvlijt werd in de nacht van 17 op 18 april 1929 door brand verwoest. De brand was waarschijnlijk in de keuken ontstaan en hoewel het gebouw voornamelijk uit ijzer en glas bestond breidde de brand zich snel uit. Het was vooral de brandbare inventaris die de brand versterkte.
De galerij bleef grotendeels gespaard, maar het paleis zelf is nooit herbouwd.

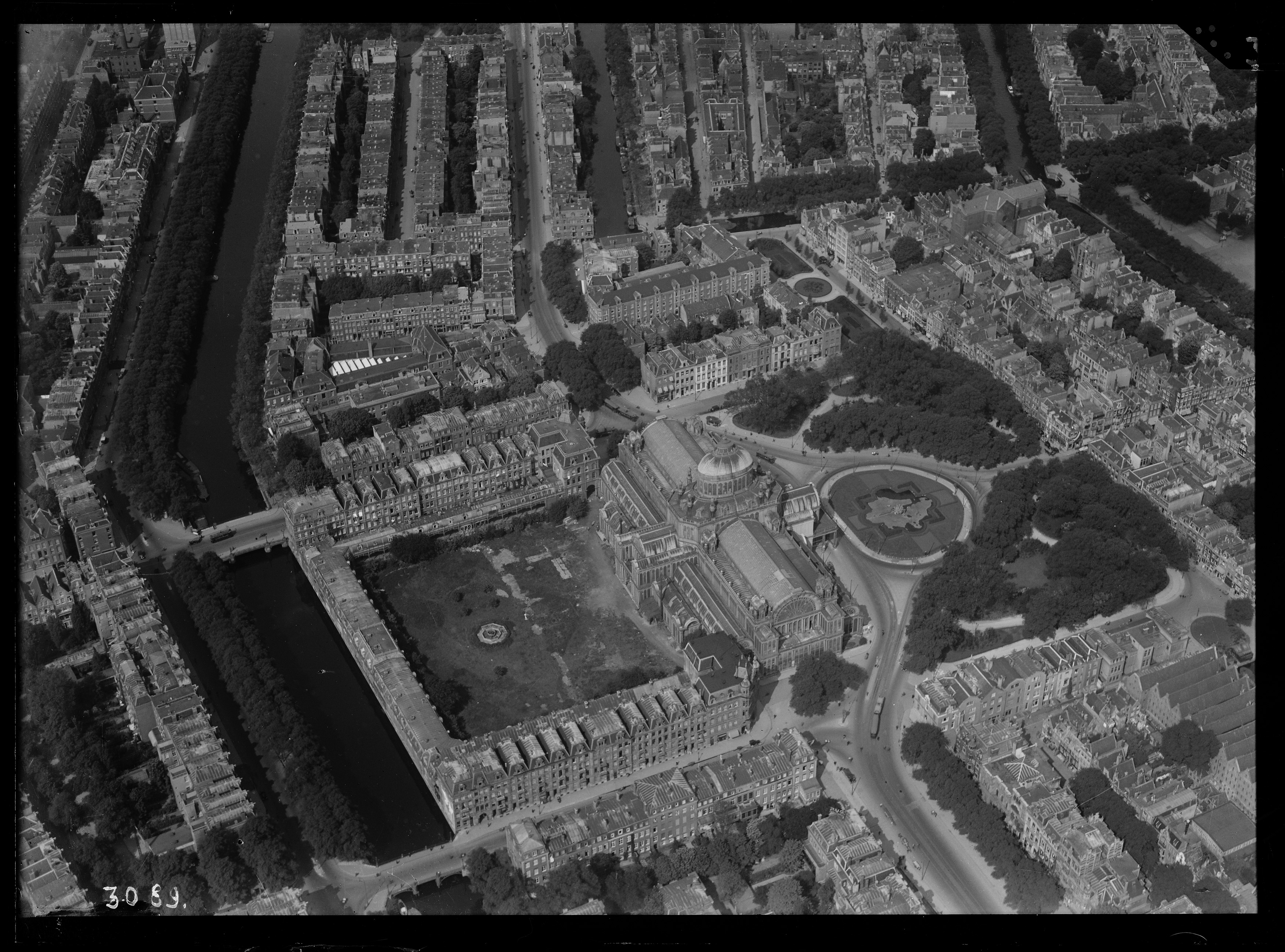
Paleis voor Volksvlijt voor de brand van 1929.
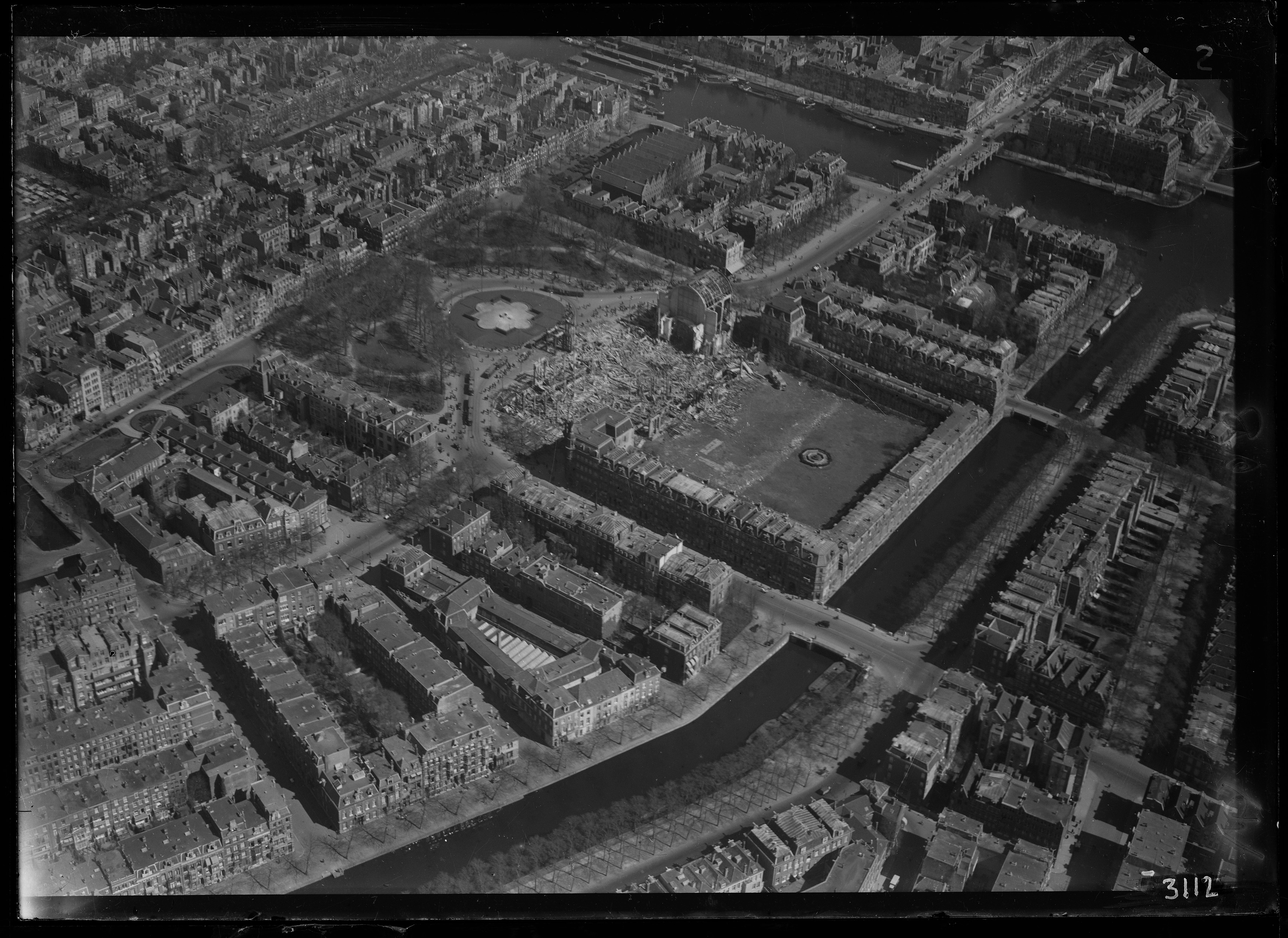
Paleis voor Volksvlijt na de brand van 1929.
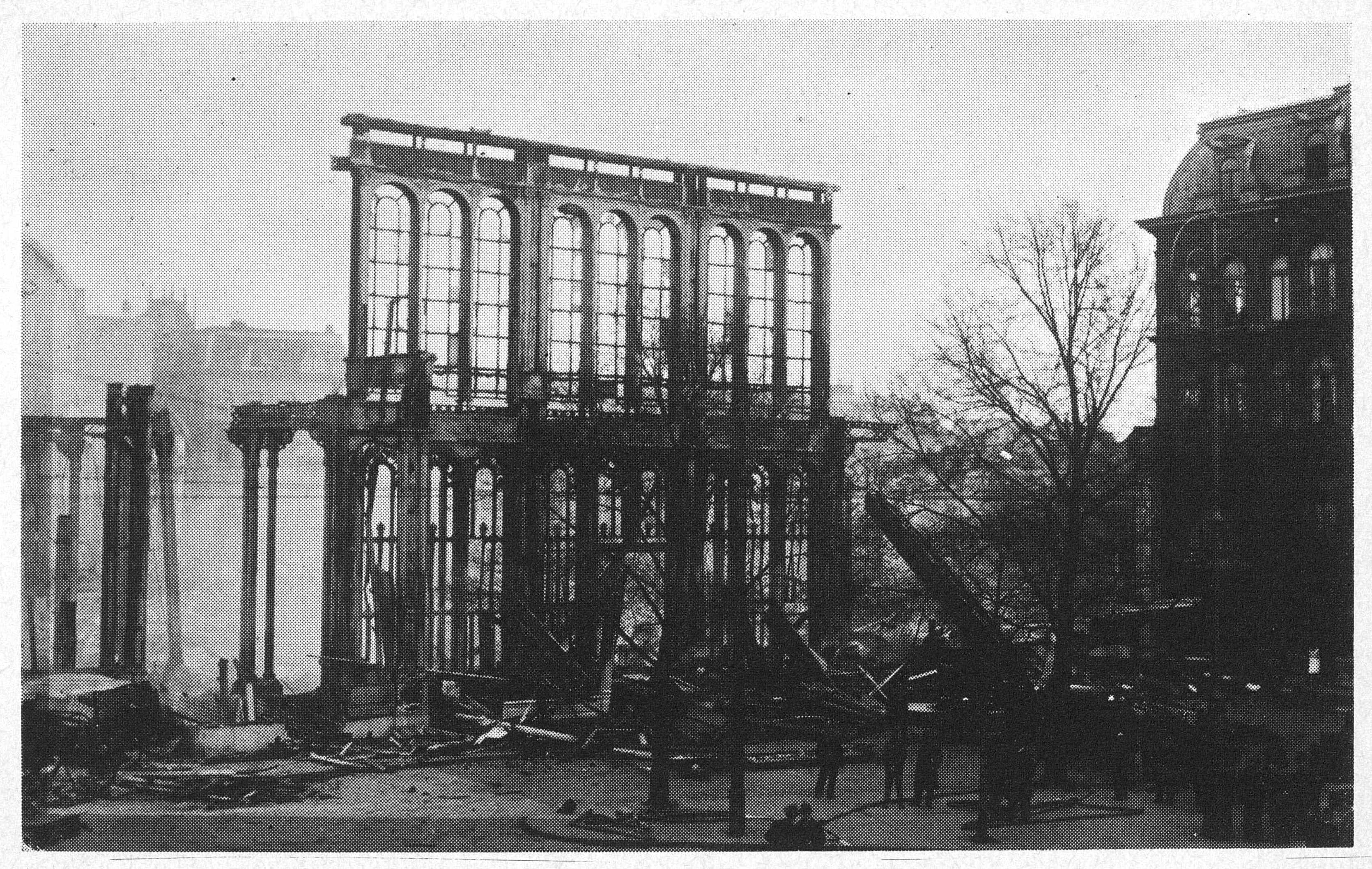
Ruïnes van het Paleis voor Volksvlijt na de brand, april 1929.
- Filmbeelden en afbraak van de galerij, 1960.

## Trivia

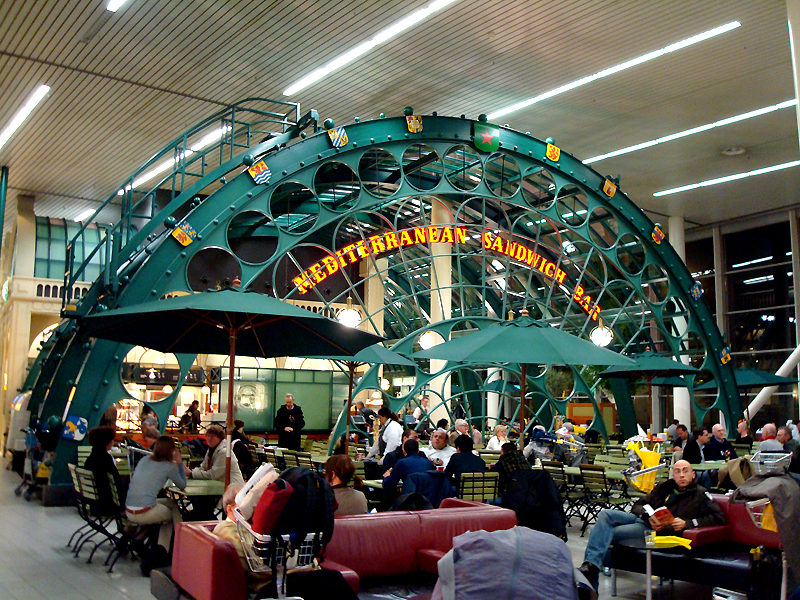
Replica op Schiphol.

- In de vleugel voor Europees verkeer van Luchthaven Schiphol is in 2004 een klein deel van het Paleis onder die naam als replica herbouwd als restaurant.[5]
- In enkele scènes in de film Kees de jongen (2003) is het Paleis voor Volksvlijt digitaal in het straatbeeld ingevoegd.
- Een van de plaatselijk gelegen bruggen over de Singelgracht (brug 248) wordt nog steeds Paleis voor Volksvlijtbrug genoemd.
- Het Paleis voor Volksvlijt is venster nummer 27 van de Canon van Amsterdam.
- In januari 2022 werd in het Sarphatipark in Amsterdam het Paleisbeeld van Marjet Wessels Boer geplaatst; een miniatuurversie van het oorspronkelijke paleis.
- Wim T. Schippers pleit ervoor het Paleis voor Volksvlijt te herbouwen op de plek waar het vroeger heeft gestaan.